# ガロワ加群
数学において、ガロワ加群 (Galois module) は、G がある体の拡大のガロワ群であるときの G-加群である。G-加群が体上のベクトル空間や環上の自由加群であるときに、用語ガロワ表現 (Galois representation) がしばしば用いられるが、G-加群の同義語としても用いられる。局所体や大域体の拡大のガロワ加群の研究は数論において重要なツールである。

## 例
- 体 K が与えられたとき、K の分離閉包の乗法群 (Ks)× は絶対ガロワ群のガロワ加群である。その第二コホモロジー群は K のブラウアー群に同型である。（ヒルベルトの定理90によって第一コホモロジー群は 0 である）。

- X が体 K 上の滑らかな固有スキームであれば、その幾何学的ファイバー（英語版）の ℓ-進コホモロジー群は K の絶対ガロワ群のガロワ加群である。

### 分岐理論
K を付値体とし（付値を v とし）L/K を有限次ガロワ拡大でそのガロワ群を G とする。v の L への延長 w に対し、Iw をその惰性群とする。ガロワ加群 ρ : G → Aut(V) は ρ(Iw) = {1} であるときに不分岐という。

## 代数的整数のガロワ加群の構造
古典的な代数的整数論において、L を体 K のガロワ拡大とし、G を対応するガロワ群とする。このとき L の整数環 OL を OK [G]-加群と考えることができ、その構造がどのようなものであるかを問うことができる。正規基底定理によって L はランク 1 の自由 K [G]-加群であることが分かっているという点で、これは数論的問題である。同じことが整数に対しても正しければ、それは正規整基底の存在、すなわち、α∈OL であってその G による共役元が OK 上の OL の自由基底を与えるようなものの存在と同値である。これは K が有理数体 Q であるときでさえ（あるいはもしかすると、このときに特に）面白い問題である。
例えば、{\displaystyle L=\mathbb {Q} ({\sqrt {-3}})\,\!} のとき、正規整基底は存在するだろうか？ζ = exp(2πi / 3) として L = Q(ζ) であることから分かるように、答えは肯定的である。
実は p が素数であるとき 1 の p 乗根に対する円分体のすべての部分体は（Z 上）正規整基底を持つ。これは Gaussian period の理論（ヒルベルト・シュパイザーの定理）から分かる。一方、Q(i) は正規整基底を持たない。これはエミー・ネーターにより発見された（ひょっとすると彼女以前に知られていたかもしれない）必要条件の例である。ここで問題となるのは順分岐である。K はなお Q とし、L の判別式 D のことばでは、どんな素数 p の p 乗も D を割り切らない。するとネーターの定理は、順分岐は OL が Z[G] 上射影加群であるために必要かつ十分であると述べている。したがって確かにそれが自由加群であるためにそれが必要である。自由と射影の間のギャップの問題が残っており、それに対して大きな理論が建設されているところである。
ダフィット・ヒルベルトの結果に基づく古典的な結果の 1 つは、順分岐アーベル的代数体は正規整基底を持つというものである。このことはクロネッカー・ウェーバーの定理を使ってアーベル体を円分体に埋め込むことで分かる。

## 数論におけるガロワ表現
数論において現れる多くの対象は自然にガロワ表現である。例えば、L が代数体 K のガロワ拡大であれば、L の整数環 OL は L/K のガロワ群に対して OK 上のガロワ加群である（ヒルベルト・シュパイザーの定理参照）。K が局所体であれば、その分離閉包の乗法群は K の絶対ガロワ群に対する加群であり、その研究は局所類体論につながる。大域類体論に対しては、代わりに K のすべての有限次分離拡大のイデール類群の和集合が用いられる。
補助的な対象から生じガロワ群を研究するために使うことのできるガロワ表現も存在する。例の重要な族はアーベル多様体の ℓ-進テイト加群である。

### アルティン表現
K を代数体とする。エミール・アルティン (Emil Artin) は、今ではアルティン表現 (Artin representation) と呼ばれる、K の絶対ガロワ群 GK のガロワ表現のクラスを導入した。これは複素ベクトル空間上 GK の連続な有限次元線型表現である。アルティンはこれらの表現を研究することでアルティンの相互法則や現在アルティン予想と呼ばれる予想の定式化に至った。アルチィン予想はアルティンの L-関数の正則性に関する予想である。
GK 上の射有限位相と複素ベクトル空間上の通常の（ユークリッド）位相との非協調性のために、アルティン表現の像は必ず有限である。

### ℓ-進表現
ℓ を素数とする。GK の ℓ-進表現 (ℓ-adic representation) とは連続な群準同型 ρ: GK → Aut(M) である。ここに M は Qℓ （ℓ-進数体 Qℓ の代数的閉包）上の有限次元ベクトル空間か、あるいは、有限生成 Zℓ-加群である。（Zℓ は Qℓ における Zℓ の整閉包である。）最初に現れた例はℓ-進円分指標と K 上のアーベル多様体の ℓ-進テイト加群であった。他の例は、モジュラー形式や保型形式のガロワ表現や、代数多様体の ℓ-進コホモロジー群上のガロワ表現から来る。
アルチィン表現とは異なり、ℓ-進表現は像が無限のこともある。例えば、ℓ-進円分指標による GQ の像は {\displaystyle \mathbf {Z} _{\ell }^{\times }} である。像が有限の ℓ-進表現はしばしばアルティン表現と呼ばれる。Qℓ の C との同型を通して、それらを本来のアルティン表現と同一視することができる。

### mod ℓ 表現
これらは標数 ℓ の有限体上の表現であり、しばしば ℓ 進表現の mod ℓ での還元として生じる。

### 表現の局所的な条件
素数の分解群に制限された表現の性質によって与えられる、表現に関する非常に多くの条件が存在する。これらの条件に対する用語は幾分混沌としている。同じ条件に対して異なる名前が付いたり、異なる意味に同じ名前が用いられたりする。条件には例えば以下のものがある。
- アーベル表現 (abelian representation)。これは表現のガロワ群の像が可換であることを意味する。
- 絶対既約表現 (absolutely irreducible representation)。これは体の代数的閉包上既約のままである。
- バルソッティ・テイト表現 (Barsotti–Tate representation)。これは有限平坦表現と同様である。
- クリスタル表現 (crystalline representation)。
- ド・ラーム表現 (de Rham representation)。
- 有限平坦表現 (finite flat representation)。（この名前は少しミスリーディングである。有限ではなく実は射有限 (profinite) なのだ。）これは有限平坦群スキーム上のガロワ群の表現の射影極限として構成できる。
- 良い表現 (good representation)。これは有限平坦表現と同様である。
- ホッジ・テイト表現 (Hodge–Tate representation)。
- 既約表現 (irreducible representation)。これは部分表現が全空間と 0 しかないという意味で既約である。
- minimally ramified representation.
- モジュラー表現 (modular representation)。これはモジュラー形式から来る表現である。
- 通常表現 (ordinary representation)。これは、1 次元部分表現を持った可約な 2 次元表現であって、惰性群がその部分加群と商加群にある方法で作用するようなものである。正確な条件は著者に依る。例えば、商に自明に作用し、部分加群に指標 ε によって作用する。
- potentially something representation. これは指数有限のある開部分群に制限された表現がある性質 (some property) を持つことを意味する。
- 可約表現 (reducible representation)。これは 0 でない真の部分表現を持つ。
- 半安定表現 (semistable representation)。これは半安定な楕円曲線から来る表現に関係する 2 次元表現である。
- 順分岐表現 (tamely ramified representation)。これは（第一）分岐群上自明である。
- 不分岐表現 (unramified representation)。これは惰性群上自明である。
- 激分岐表現 (wildly ramified representation)。これは（第一）分岐群上非自明である。

## ヴェイユ群の表現
K が局所体あるいは大域体であるとき、類構造 (class formation) の理論は K に以下のものをアタッチする。
- K のヴェイユ群（英語版） {\displaystyle W_{K}}
- 連続な群準同型 {\displaystyle \phi \colon W_{K}\to G_{K}}
- 位相群の同型写像 {\displaystyle r_{K}\colon C_{K}\,{\xrightarrow {\sim }}\,W_{K}^{\text{ab}}}

ここで、CK は、K が局所体か大域体かに応じて、K× あるいはイデール類群 IK/K× であり、W ab
K は K のヴェイユ群のアーベル化である。φ を通して、GK の任意の表現を WK の表現と考えることができる。しかし、WK は GK よりも真に多くの表現を持ち得る。例えば、rK を通して、WK の連続複素指標は CK の連続複素指標と全単射の関係にある。したがって、CK 上の絶対値指標から、像が無限である WK の指標が定まり、（GK の指標の像はすべて有限であるので）これは GK の指標ではない。
WK の ℓ-進表現は GK と同様に定義される。これは幾何学から自然に生じる。すなわち、X が K 上の滑らかな射影多様体であれば、X の幾何学的ファイバーの ℓ-進コホモロジーは、GK の ℓ-進表現であり、φ を通して WK の ℓ-進表現を誘導する。K が局所体で剰余体の標数が p ≠ ℓ であれば、WK のいわゆるヴェイユ・ドリーニュ表現を研究する方が簡単である。

### ヴェイユ・ドリーニュ表現
K を局所体とする。E を標数 0 の体とする。WK（あるいは単に K）の E 上のヴェイユ・ドリーニュ表現 (Weil–Deligne representation) は、以下のものからなる対 (r, N ) である。
- 連続な群準同型 {\displaystyle r\colon W_{K}\to \operatorname {Aut} _{E}(V),} ただし V は離散位相を持った E 上の有限次元ベクトル空間；
- 冪零自己準同型 {\displaystyle N\colon V\to V} であって、すべての w ∈ WK に対して {\displaystyle r(w)Nr(w)^{-1}=\|w\|N} であるようなもの[2]。

これらの表現は K のヴェイユ・ドリーニュ群の E 上の表現と同じである。
K の剰余体の標数が ℓ と異なるとき、グロタンディークの ℓ-進モノドロミー定理は、WK の（Qℓ 上の） ℓ-進表現と、WK の Qℓ 上の（あるいは同じことだが C 上の）ヴェイユ・ドリーニュ表現の間の全単射を確立する。後者の表現は、r の連続性は V の離散位相に関してのみであるから状況をより代数的な感じにするという素敵な性質を持っている。

## 読書案内
- Snaith, Victor P. (1994), Galois module structure, Fields Institute monographs, Providence, RI: American Mathematical Society, ISBN 0-8218-0264-X, Zbl 0830.11042
- Fröhlich, Albrecht (1983), Galois module structure of algebraic integers, Ergebnisse der Mathematik und ihrer Grenzgebiete. 3. Folge, 1, Berlin-Heidelberg-New York-Tokyo: Springer-Verlag, ISBN 3-540-11920-5, Zbl 0501.12012